# Lunga vară fierbinte (serial)
Lunga vară fierbinte (titlul original: în engleză The Long, Hot Summer) este un film serial de televiziune dramatic american, realizat între anii 1965 – 1965 de un colectiv de regizorii și scenariști, bazat parțial pe trei lucrări ale lui William Faulkner: nuvela din 1931 „Spotted Horses”, povestirea din 1939 „Hambarul în flăcări” (Barn Burning) și romanul din 1940 „Cătunul” (The Hamlet) și pe filmul Lunga vară fierbinte (film din 1958) regizat de Martin Ritt.
Protagoniștii filmului au fost actorii Roy Thinnes, Nancy Malone, Edmond O'Brien și Paul Geary.
Serialul (un sezon, 26 episoade), a fost difuzat în premieră în 1965–1966 pe ABC-TV (SUA). În România a fost difuzat săptămânal câte un episod pe TVR Programul I din 5 mai 1969 (episodul I) până la 3 noiembrie 1969 (episodul XXVI), cu reluare după două-trei zile pe Programul II.

## Rezumat
Ben Quick se întoarce în orașul din sud Frenchman's Bend pentru a-și revendica moștenirea și în curând se confruntă cu puterea locală, șeful Varner. Frumosul Ben atrage atenția femeilor locale, dar tânăra Jody Varner are resentimente față de acest atribut al său.

## Distribuție
- Edmond O'Brien (1965 – ianuarie 1966) și
 Dan O'Herlihy (ianuarie 1966 – aprilie 1966) – "Boss" Will Varner
- Roy Thinnes – Ben Quick
- Nancy Malone – Clara Varner
- Paul Geary – Jody Varner
- Ruth Roman – Minnie Littlejohn
- Lana Wood – Eula Johnson

- Paul Bryar – Sheriff Harve Anders
- Harold Gould – Bowman Chamberlain
- Warren J. Kemmerling – Lucas Taney
- Charles Lampkin – Andrew
- William Mims – Sam Ruddabaw
- Tisha Sterling – Susan Beauchamp
- Jason Wingreen – Dr. Aaron Clark

## Episoade
| Nr. | Titlu                        | Titlu original                   | Regizor          | Data premierei     | Premiera ro        |
| --- | ---------------------------- | -------------------------------- | ---------------- | ------------------ | ------------------ |
| 1   | Întoarcerea acasă            | The Homecoming                   | Ralph Senensky   | 16 septembrie 1965 | 5 mai 1969         |
| 2   |                              | A Time for Living                | Robert Gist      | 23 septembrie 1965 | 12 mai 1969        |
| 3   |                              | A Stranger to the House          | Vincent Sherman  | 30 septembrie 1965 | 19 mai 1969        |
| 4   |                              | The Twisted Image: partea I-a    | Robert Gist      | 7 octombrie 1965   | 26 mai 1969        |
| 5   |                              | The Twisted Image: partea a II-a | Mark Rydell      | 14 octombrie 1965  | 2 iunie 1969       |
| 6   |                              | Home is a Nameless Place         | Richard Sarafian | 21 octombrie 1965  | 9 iulie 1969       |
| 7   |                              | No Hiding Place                  | Vincent Sherman  | 28 octombrie 1965  | 16 iunie 1969      |
| 8   |                              | Run, Hero, Run                   | James B. Clark   | 4 noiembrie 1965   | 23 iulie 1969      |
| 9   | Nevinovatul disperat         | The Desperate Innocent           | Alex March       | 11 noiembrie 1965  | 30 iunie 1969      |
| 10  | Sosire zadarnică             | Bitter Harvest                   | Vincent Sherman  | 18 noiembrie 1965  | 7 iulie 1969       |
| 11  |                              | Hunter to the Wind               | Alex March       | 2 decembrie 1965   | 14 iulie 1969      |
| 12  | Mai rău ca în iad            | Nor Hell a Fury                  | Vincent Sherman  | 9 decembrie 1965   | 21 iulie 1969      |
| 13  | Reîntoarcerea familiei Quick | The Return of the Quick          | Don Richardson   | 16 decembrie 1965  | 28 iulie 1969      |
| 14  | Făptașul                     | Track the Man Down               | Vincent Sherman  | 30 decembrie 1965  | 4 august 1969      |
| 15  | Tatăl luim Ben Quick         | Face of Fear                     | Lewis Allen      | 6 ianuarie 1966    | 11 august 1969     |
| 16  | Îngerul rău                  | Evil Angel                       | Robert Stevens   | 13 ianuarie 1966   | 18 august 1969     |
| 17  | O zi furtunoasă              | Day of Thunder                   | Don Richardson   | 19 ianuarie 1966   | 25 august 1969     |
| 18  | Prevenirea                   | The Warning                      | Marc Daniels     | 26 ianuarie 1966   | 1 septembrie 1969  |
| 19  | Intrușii                     | The Intruders                    | John Peyser      | 2 februarie 1966   | 8 septembrie 1969  |
| 20  | De azi înainte               | From This Day Forward            | Vincent Sherman  | 9 februarie 1966   | 20 septembrie 1969 |
| 21  | Timpul sorocit               | A Time to Die                    | Alex March       | 16 februarie 1966  | 29 septembrie 1969 |
| 22  | Reuniune în stil italian     | Reunion–Italian Style            | Marc Daniels     | 23 februarie 1966  | 6 octombrie 1969   |
| 23  | Plină de strălucire          | Blaze of Glory                   | Vincent Sherman  | 2 martie 1966      | 13 octombrie 1969  |
| 24  | Conflict                     | Crisis                           | Mark Rydell      | 9 martie 1966      | 20 octombrie 1969  |
| 25  | Carlotta, întoarce-te acasă  | Carlotta, Come Home              | Mark Rydell      | 30 martie 1966     | 27 octombrie 1969  |
| 26  | Omul cu două fețe            | Man with Two Faces               | Alex March       | 13 aprilie 1966    | 3 noiembrie 1969   |

## Melodii din film
- „The Long Hot Summer” – muzica Alex North, text Sammy Cahn, interpretată de Jimmie Rodgers[1]

## Literatură
- Faulkner, William, Cătunul, tradus de Eugen Barbu, Andrei Ion Deleanu, București, 1967: Editura pentru Literatura Universală, 368 pag.;